# Entwicklungsroman
De entwicklungsroman (Nederlands: "ontwikkelingsroman") is een bepaalde type roman waarin het (hoofdzakelijk) geestelijke rijpingsproces van de hoofdfiguur in combinatie met een grondige analyse van zowel de figuur zelf als zijn omgeving centraal staat. De hoofdfiguur verwerkt door middel van contemplatie zijn eigen ervaringen en belevenissen en verwerft zo zijn eigen persoonlijkheid.
Het ontwikkelingsproces van de hoofdfiguur wordt in een ontwikkelingsroman door overwegend negatieve ervaringen beïnvloed. Dankzij deze negatieve ervaringen realiseert de hoofdfiguur zich gaandeweg dat hij grote fouten heeft gemaakt, onredelijke eisen heeft gesteld en bezig is met het nastreven van onhaalbare doelen.
Als literair genre is de ontwikkelingsroman zeer nauw verwant aan de bildungsroman en de erziehungsroman. Het belangrijkste verschil is dat in een ontwikkelingsroman de hoofdpersoon aan het einde niet zozeer een andere weg inslaat om meer in overeenstemming te komen met zijn omgeving, maar zich eerder neutraal opstelt of zelfs zijn positie als verliezer aanvaardt. 
De ontwikkelingroman ontstond als duidelijk afgebakend genre tijdens de periode van de barok.

## Voorbeelden
- Parzival (Wolfram von Eschenbach, begin 13e eeuw)
- Der Abentheurliche Simplicissimus Teutsch (Grimmelshausen, 1668)
- Robinson Crusoe (Daniel Defoe, 1719)
- Geschichte des Agathon (Christoph Martin Wieland, 1766/67)
- Anton Reiser (Karl Philipp Moritz, 1785-90)
- Wilhelm Meisters Lehrjahre (Johann Wolfgang von Goethe, 1795/96)
- Ahnung und Gegenwart (Joseph von Eichendorff, 1815)
- Le Rouge et le Noir (Stendhal, 1830)
- Vittoria Accorombona (Ludwig Tieck, 1840)
- Der grüne Heinrich (Gottfried Keller, 1854/55)
- Der Nachsommer (Adalbert Stifter, 1857)
- Die Verwirrungen des Zöglings Törleß (Robert Musil, 1906)
- Demian (Hermann Hesse, 1919)
- Siddhartha (Hermann Hesse, 1922)
- Der Zauberberg (Thomas Mann, 1924)
- Der Junge Tobias (Karl Scheffler, 1927)
- Boëtius von Orlamünde (Ernst Weiß, 1928)
- Das Glasperlenspiel (Hermann Hesse, 1931-1943)
- Die Morgenlandfahrt (Hermann Hesse, vertelling, 1932)
- Der arme Verschwender (Ernst Weiß, 1936)
- Transit (Anna Seghers, 1944)
- De blikken trommel (Günter Grass, 1959)
- Gevangen in New York (Ben Bova, 1976)
- Der Fliegenfänger (Willy Russell, 2000)

Sinds de 19e eeuw worden ontwikkelingsromans meer in het bijzonder voor een jonger publiek geschreven.
 
Voorbeelden hiervan zijn: 
- Harry Potter (Joanne Rowling, 1997)
- (Un)arranged Marriage (Bali Rai, 2001)